# 感染性心內膜炎

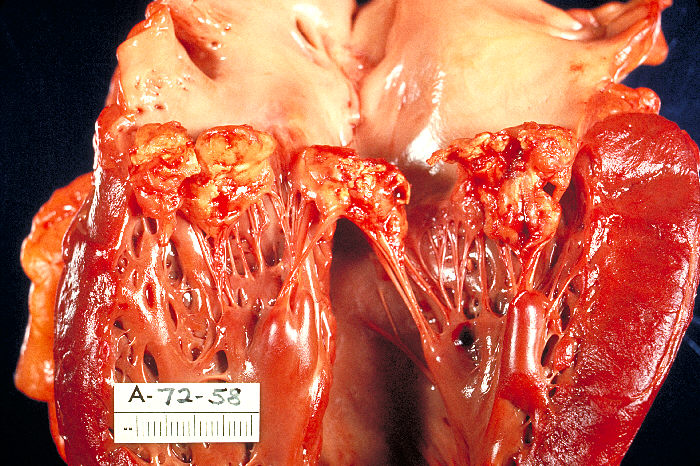
亚急性細菌型心內膜炎的大体病理。左心室已切开，可见因副流感嗜血杆菌感染引起之二尖瓣纤维蛋白赘生物。

感染性心內膜炎（英语：infective endocarditis）或感染性内膜炎，是由病原微生物直接侵袭心内膜（心瓣膜或心室壁内膜）引起的感染疾病，常發生於心瓣膜上，在其表面形成内含病原微生物的血栓和赘生物（赘疣物，vegetation）。
“感染性”心内膜炎此名称是为了有别于因风湿热、类风湿、系统性红斑狼疮等所致的“非感染性”心内膜炎。

## 症状
感染性心內膜炎的症狀包括发热、皮膚產生瘀點、心雜音、容易疲倦、紅血球數量不足。

## 并发症
併發症包括瓣膜閉鎖不全、心臟衰竭、中風及腎功能衰竭等。

## 病因
最典型病原是细菌感染，偶見真菌性感染。風險因子有瓣膜性心臟病（包括风湿性疾病）、先天性心臟病、裝設人工瓣膜、心律調節器、進行血液透析，或者有靜脈藥物注射。大部份的病原細菌是鏈球菌屬或葡萄球菌属。

## 诊断
診斷需透過症狀進行，並配合血液培養及超音波佐證。心內膜炎除了感染性心內膜炎以外，也有非感染性的心内膜炎。

## 預防及治療
在牙科手術後給予預防性抗细菌药的效果目前還不明確，有些指引建議針對高風險者使用。治療一般會用靜脈注射抗生素。抗生素的選用會依血液培養的結果為主，偶爾也會需要透過心脏手術治療。

## 流行病学
感染性心內膜炎的每年發生率約每十萬人中會有5人，世界各地的盛行率有所不同，男性比女性容易感染，感染者有25%可能會死亡。若無接受妥善治療，一般最後都會死亡。

## 外部連結
中的“感染性心內膜炎”